# Eutin
Eutin (phát âm tiếng Đức: [ɔʏˈtiːn]) là thủ phủ của Đông Holstein (tiếng Đức: Ostholstein) thuộc bang Schleswig-Holstein.

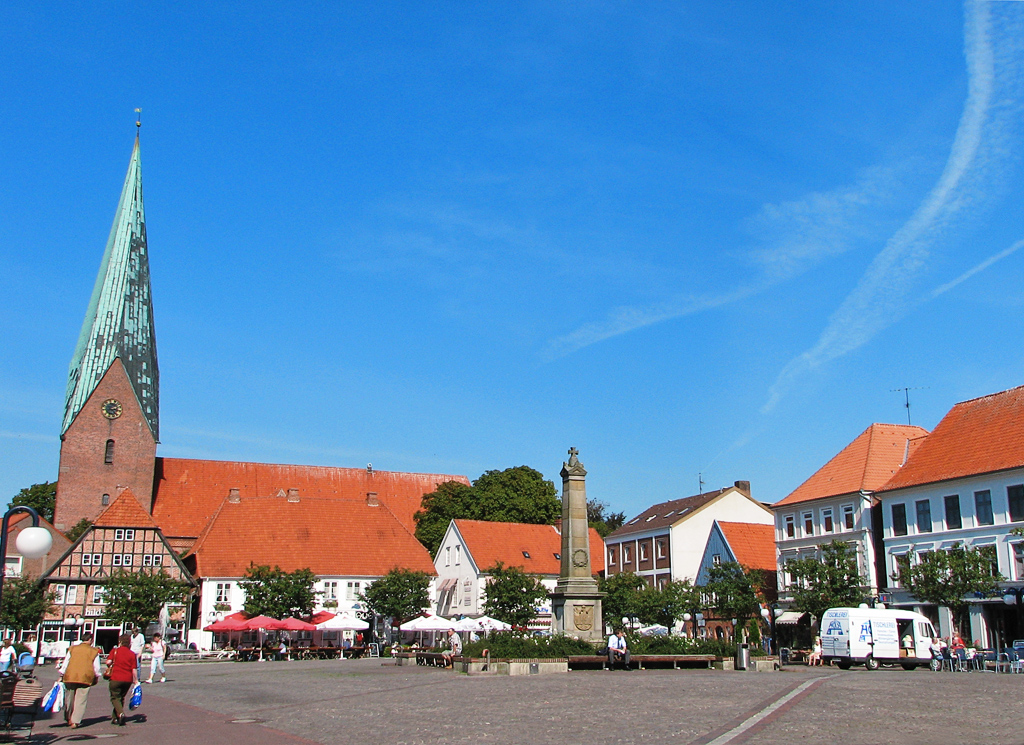
Market.

## Thành phố kết nghĩa
- Nykøbing Falster, Đan Mạch
- Putbus auf Rügen, Đức
- Lawrence, Kansas, Hoa Kỳ